# Александристы
Александри́сты (фр. ἀκρόλιθος) — последователи Александра Афродисийского; философская школа XV—XVI веков, преимущественно в Италии.
Учили о полном уничтожении души после смерти и о двойной истине: философской и теологической. Противопоставляла авторитету Аверро́эса авторитет более древнего комментатора Аристотеля — Александра Афродисийского.
Среди них особо выделялся Пьетро Помопонацци.